# Станислав-Казимир Радзивілл
Станислав-Казимир Радзивілл (1648 —8 грудня 1690) — державний та військовий діяч Великого князівства Литовського в Речі Посполитій. Представник княжого роду Радзивіллів гербу Труби. Четвертий ординат на Клецьку. Відомий також як Станіслав IV Казимир Радзивілл.

## Життєпис
Походив з литовського магнатського роду Радзивіллів, гілки Клецької. Старший син Михайла-Кароля Радзивілла, підчашого великого литовського, та Ізабели Катерини Сапіги. Народився 1648 року. 1656 року втратив батька, успадкувавши Клецьку ординацію. Навчався в Несвіжі і Ліоні, потім подорожував Францією, Англією, Голландією та Італією.
Обирався послом на вальні сейми в 1664—1665, 1670, 1678—1679 роках. У 1670 році отримав посаду стольника великого литовського. 1673 році брав участь у пацифікаторському сеймі, де відбулося замирення між Голябовською і Щебрешинською конфедераціями. Перша підтримувала короля Міхала I Вишневецького, інша — гетьмана великого коронного Яна Собеського. 1674 році після смерті короля Міхала I підтримав обрання королем Яна Собеського.
У 1680 році став маршалком великим литовським. Отримав чин генерала королівської гвардії. 1683 року заснував домініканський костел в Клецьку (освячено 1684 року). На його утримання розпорядився щорічно виділяти 1 тис. злотих. 1689 року отримує староство рабштинське.
21 травня 1690 року у Варшаві одружився з Марією Христиною, донькою французького посла в Речі Посполитій маркиза Франсуа Гастона де Бетюна. Втім того ж року у грудні помер. Усі володіння успадкував його родич — несвізький ординат Домінік Миколай Радзивілл.

## Володіння
Йому належали маєтки Ішколдь, Лисиця, Лахва, Чучевіци, частина Негневічей в Новогрудському повіті, а також частина Налібоків в Мінському повіті.